# Bal (voorwerp)
Een bal is een bolvormig voorwerp. Ballen, die in sport en spel worden gebruikt, zijn meestal equivalent aan de bolvorm. Ze zijn dan zo rond mogelijk, afhankelijk van de nauwkeurigheid van het productieproces, de gebruikte materialen, de gebruiksomstandigheden, de oppervlakteafwerking, etc. 
In sommige sporten wordt met de balvorm enigszins afgeweken van de bolvorm. Voorbeelden hiervan zijn de ballen die gebruikt worden bij rugby of American football. Deze hebben meer een ei-vorm.
Een bal is vaak hol. Dit in tegenstelling tot ballen die massief zijn, dus door-en-door van een materiaal gemaakt zijn. Een voorbeeld van deze laatste is de bal gebruikt bij biljarten.
Een holle bal wordt meestal met lucht opgeblazen (via een ventiel) tot er een zeker gewenst evenwicht tussen de interne druk en de trekkrachten in het balmateriaal optreedt. Hoe meer men de bal oppompt, hoe groter de trekkrachten in het materiaal, en hoe harder een bal aanvoelt. Dit heeft ook gevolgen voor de mate waarin de bal kan stuiten. De spelervaring leert wat de optimale of gewenste (stuit)eigenschappen zijn en hieraan wordt de interne luchtdruk aangepast.
Er zijn ook holle ballen, zoals tennisballen, die niet worden opgepompt, maar die een relatief dikke huid hebben. De samenstelling van die huid bepaalt de (stuit)eigenschappen. 
Voor de vervaardiging van ballen waarmee gesport en gespeeld wordt, kunnen veel verschillende materialen worden gebruikt, zoals aan elkaar bevestigde stukjes leer zoals bij een voetbal, allerlei soorten kunststof, hout, metaal zoals bij petanque, en zelfs touw, gewonden in een bolvorm. Om gewenste eigenschappen te verkrijgen wordt vaak een combinatie van verschillende materialen gebruikt.

## Galerij van ballen voor verschillende sporten

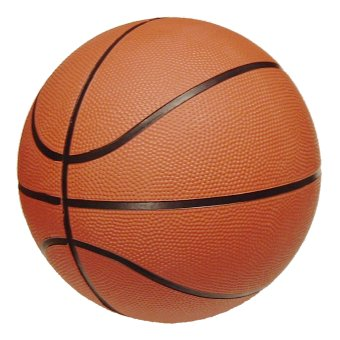
Basketbal
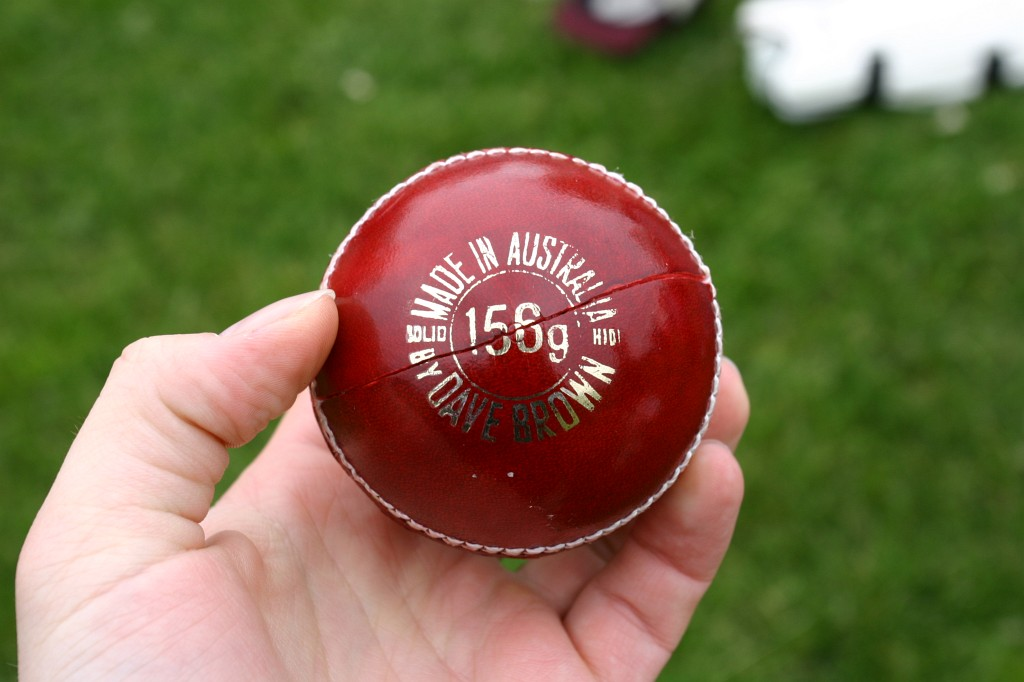
Cricketbal
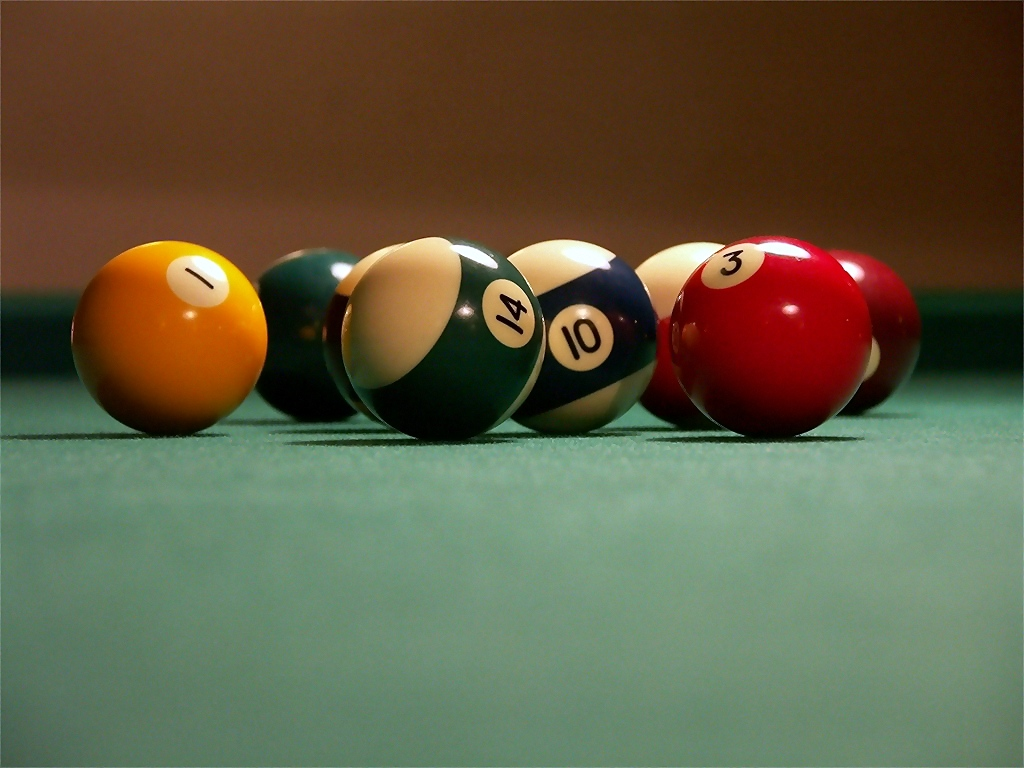
Pool-ballen
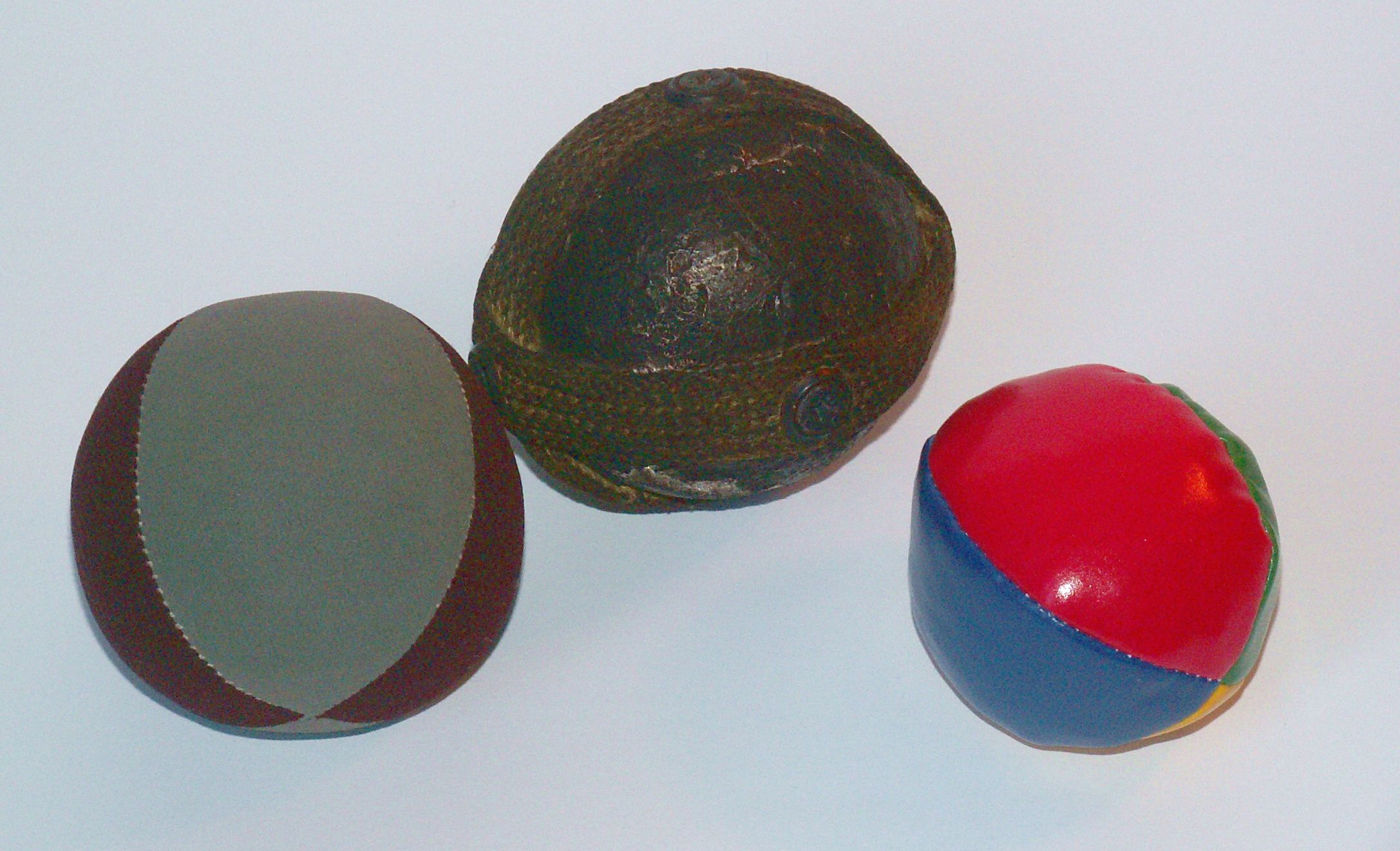
Jongleerballen (variaties)
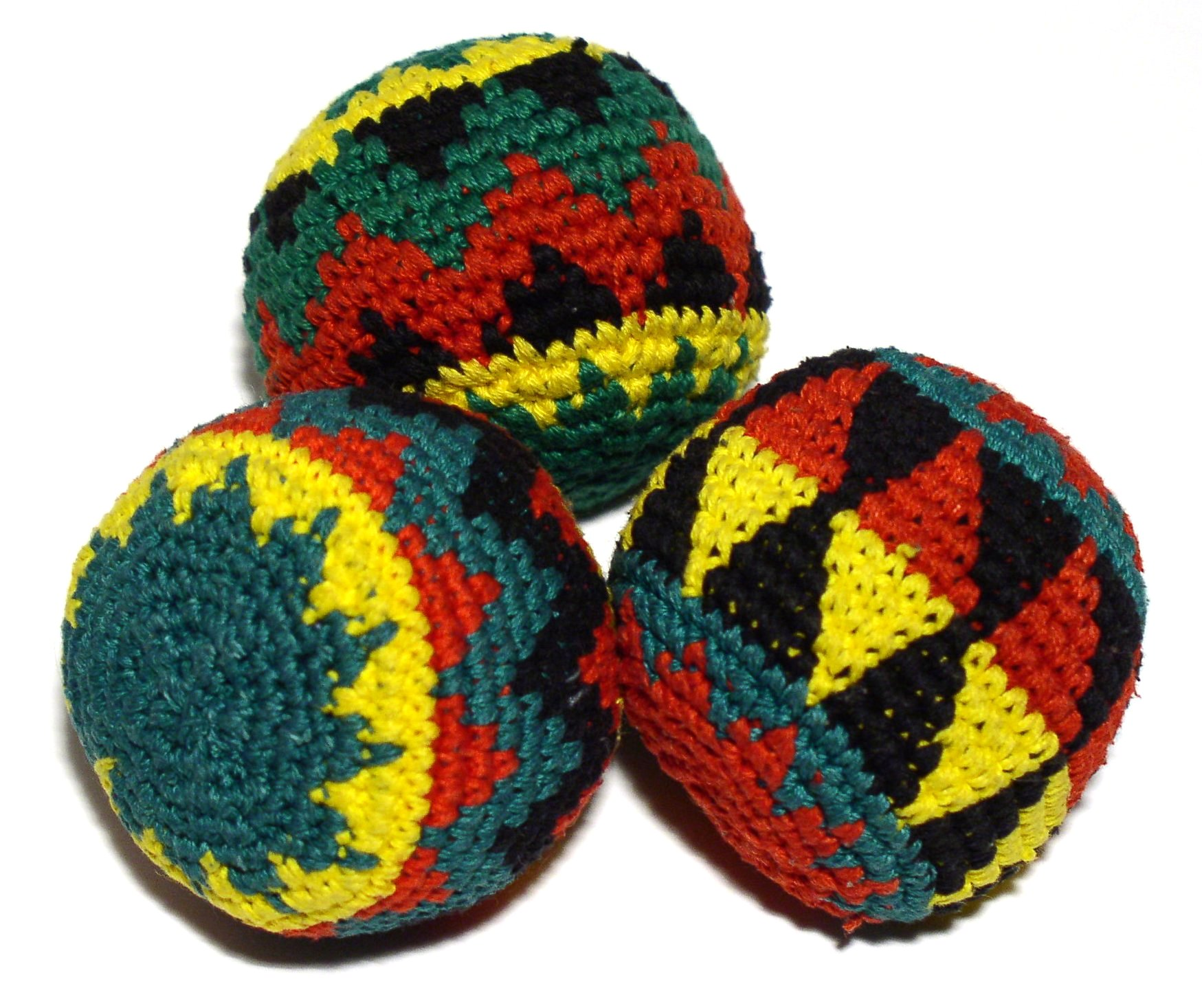
Jongleerballen (set)
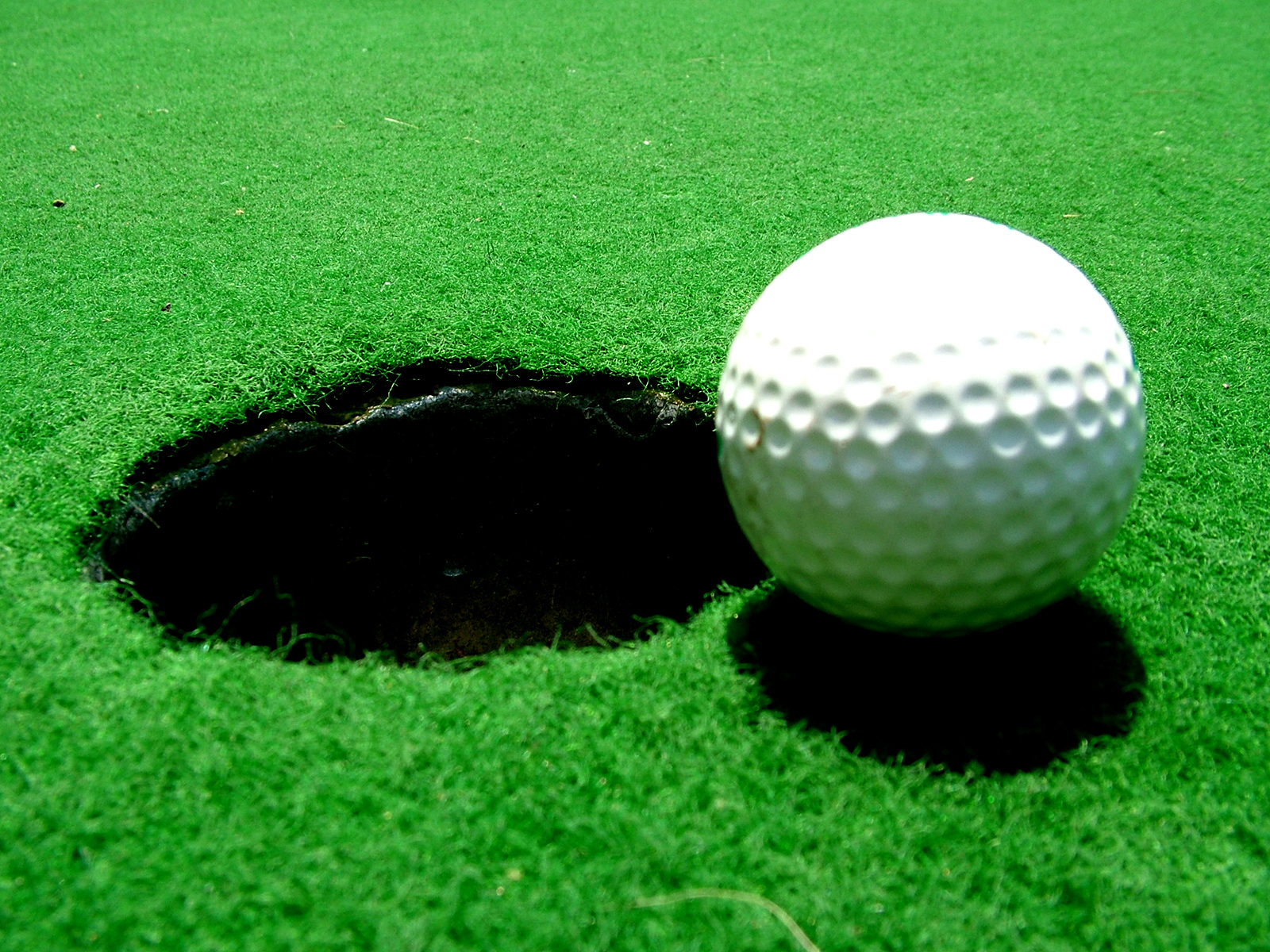
Golfbal
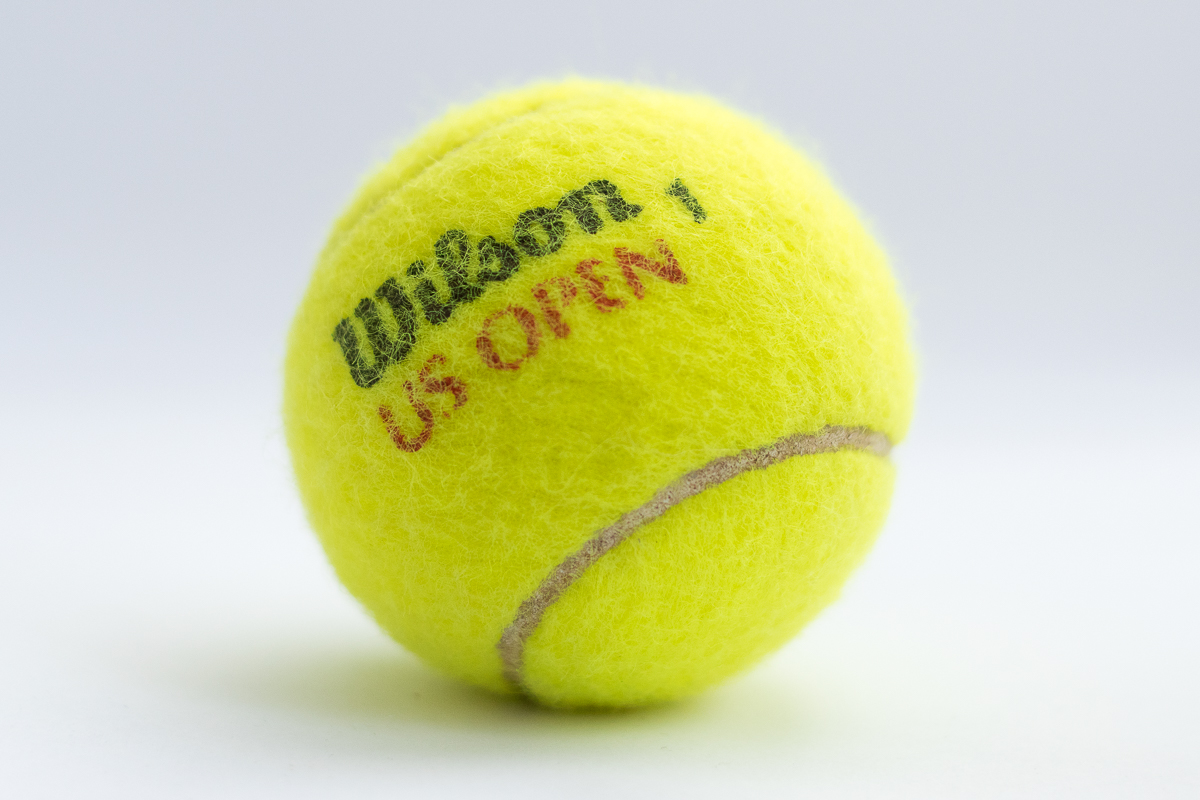
Tennisbal
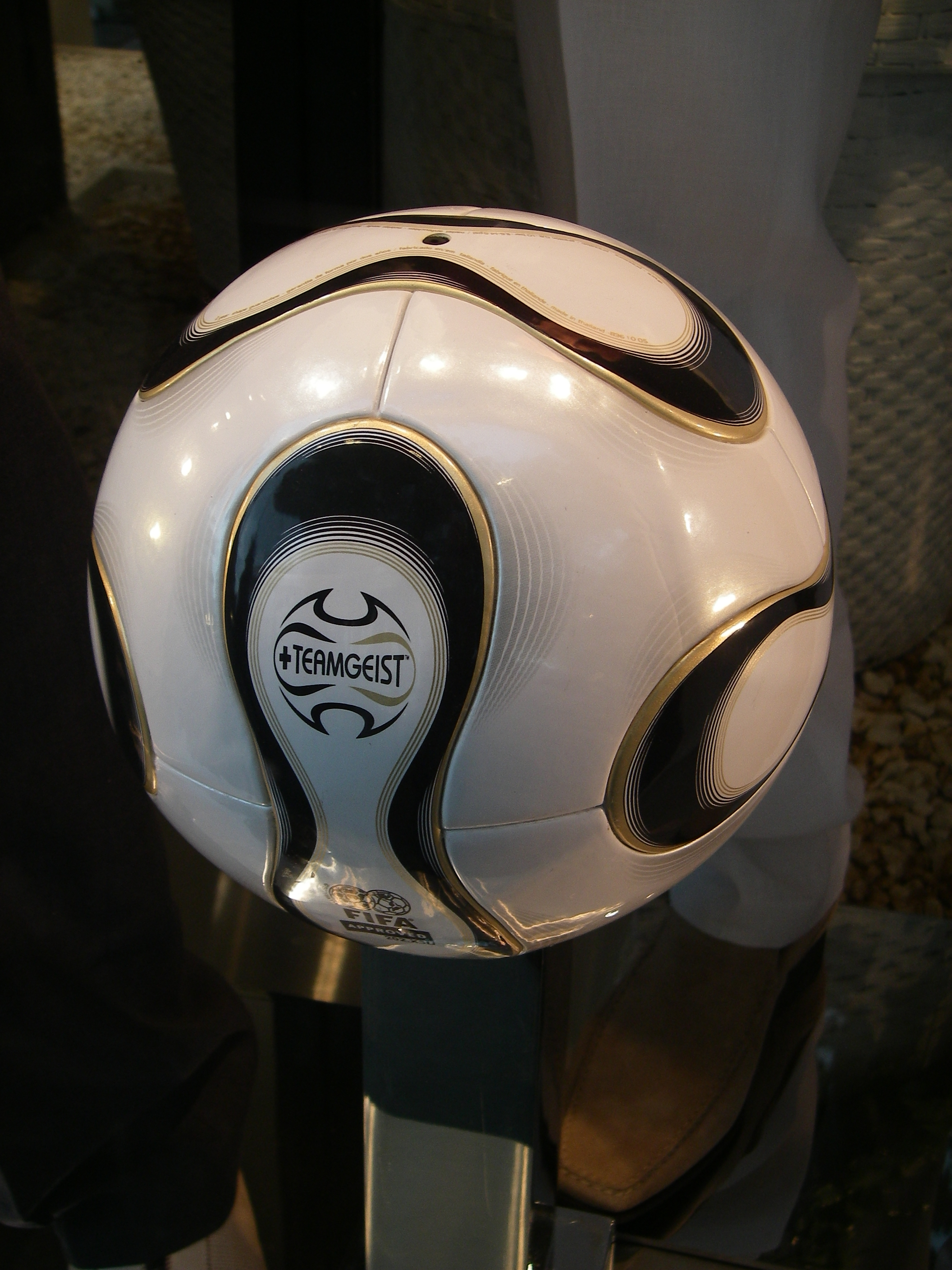
Voetbal
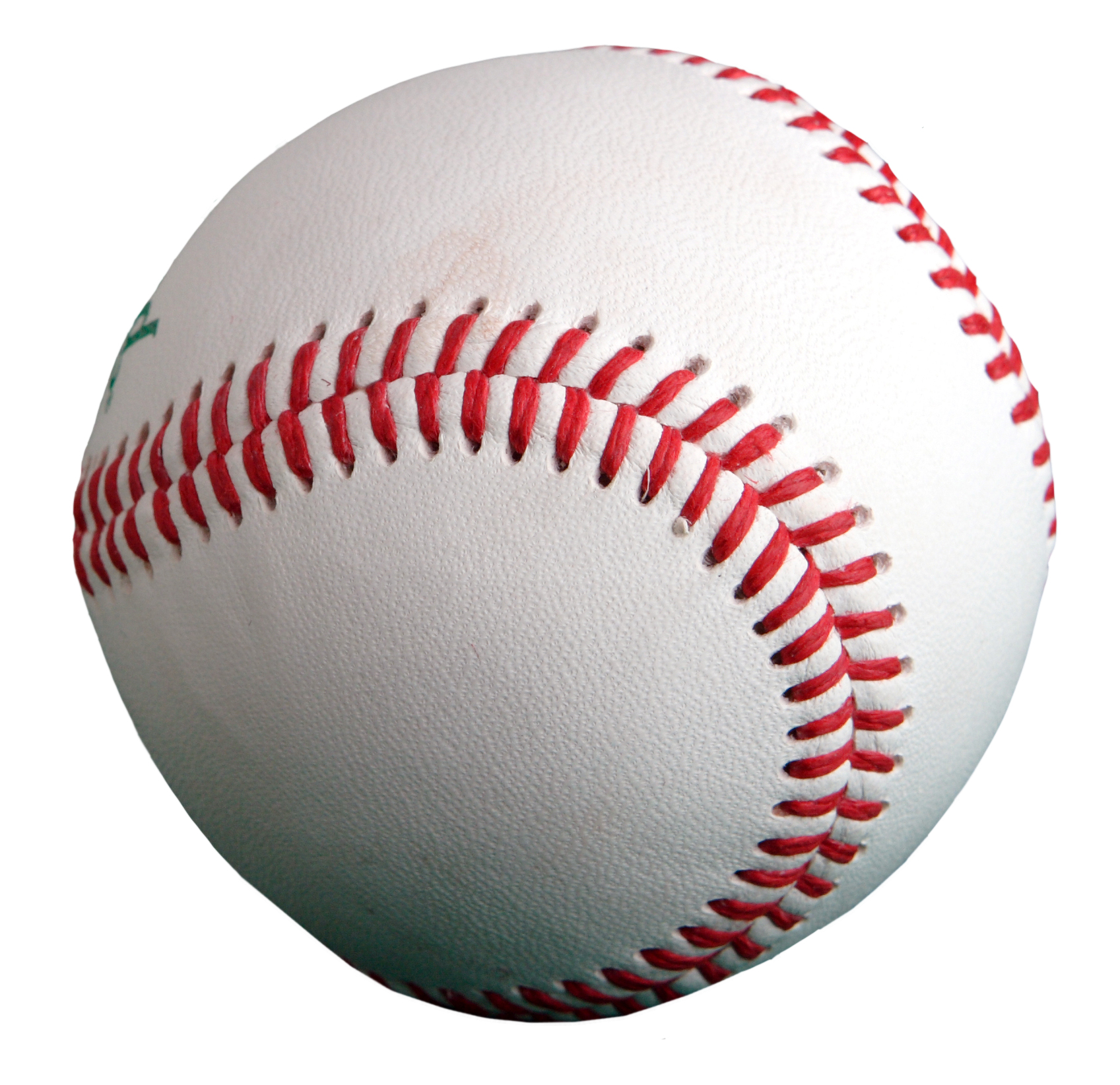
Honkbal
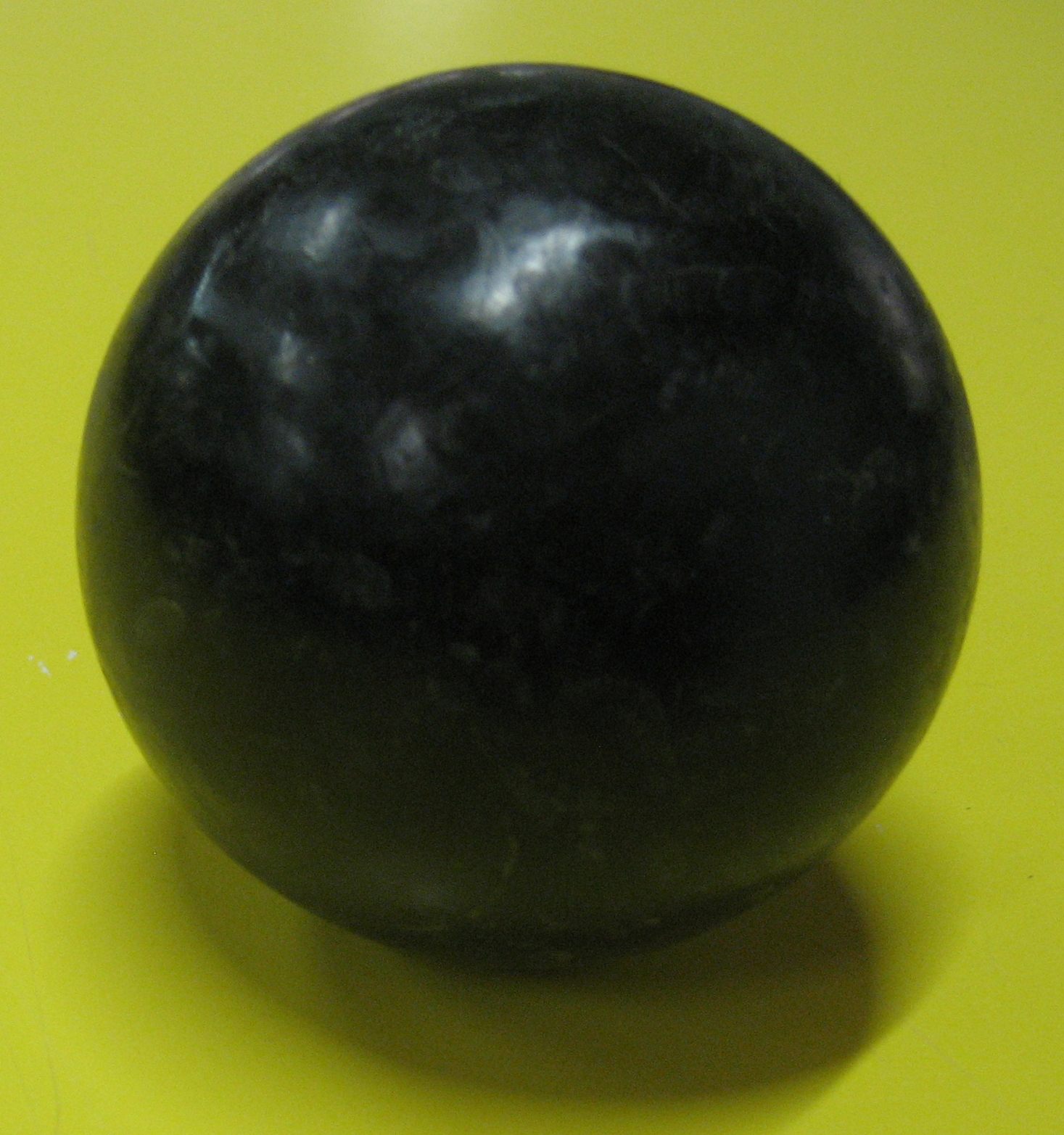
Hockeybal
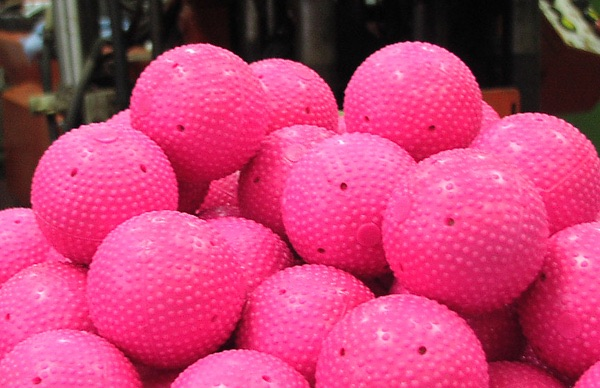
Bandyballen

## Voorbeelden van sporten met ballen
| - American football - Australian football - Bandy - Basketbal - Beugelen - Biljart - Bowlen - Bowls - Chole - Colf - Cricket - Croquet - Floorball | - Goalball - Golf - Hacky sack - Handbal - Harpastum - Hockey - Honkbal - Horseball - Jeu de boules - Jongleren - Kaatsen - Kegelen - Klootschieten | - Kolven - Korfbal - Krachtbal - Lacrosse - Malie - Meso-Amerikaans balspel - Minivoetbal - Padel - Pelota - Polo - Snooker - Softbal - Squash - Strandvoetbal | - Strandvolleybal - Tafeltennis - Tafelvoetbal - Tennis - Voetbal - Volleybal - Waterbasketbal - Waterpolo - Zaalvoetbal (futsal) - Zitvolleybal |

Naast vele sporten wordt de bal ook gebruikt bij het kinderspel.